# Petersichthys libanicus
Petersichthys libanicus è un pesce osseo estinto, appartenente agli osteoglossiformi. Visse nel Cretaceo superiore (Cenomaniano, circa 100 - 95 milioni di anni fa) e i suoi resti fossili sono stati ritrovati in Libano.

## Descrizione
Questo pesce era di piccole dimensioni e non superava i 7 centimetri di lunghezza. La pinna dorsale era estremamente allungata, si estendeva per tutta la lunghezza del corpo ed entrava in una profonda tacca del margine posteriore della volta cranica, all'altezza delle orbite. 
Petersichthys era dotato di un corpo moderatamente alto e compresso lateralmente, terminante in un muso corto e dal profilo pressoché rettilineo. L'osso dermetmoide era autogeno, ed erano presenti piccole ossa nasali a forma di tubo, poggianti sul frontale. La fossa temporale era localizzata lateralmente, mentre il parietale era ampio e andava a formare il margine dorsale della fossa temporale. 

## Classificazione
Petersichthys è considerato un membro arcaico dei Pantodontidae, una famiglia di pesci osteoglossiformi comprendente una specie attuale (Pantodon buchholzi) e altre quattro specie fossili del Libano (Prognathoglossum kalassyi, Pankowskipiscis haqelensis, Palaeopantodon vandersypeni e Capassopiscis pankowskii). All'interno di questa famiglia, Petersichthys è più strettamente imparentato con Pankowskipiscis rispetto alle altre forme. 
Petersichthys libanicus venne descritto per la prima volta nel 2021, sulla base di resti fossili ritrovati in Libano nella zona di Haqel, in sedimenti di origine marina risalenti al Cenomaniano.